# ナシゴレン・パタヤ
ナシゴレン・パタヤ (nasi goreng pattaya) またはナシパタヤとは、東南アジアの米料理の一種で、鶏肉入りのナシゴレン（炒めた飯、インドネシア式のチャーハン）を薄焼き卵で包むかオムレツの中に入れたもの。パタヤはタイの地名だが、名前に反して発祥地はマレーシアだと考えられており、今日ではインドネシアやシンガポールでも一般的に見られる。チリソースやトマトケチャップ、キュウリの薄切り、クルプックを添えて供することが多い。

## 概要

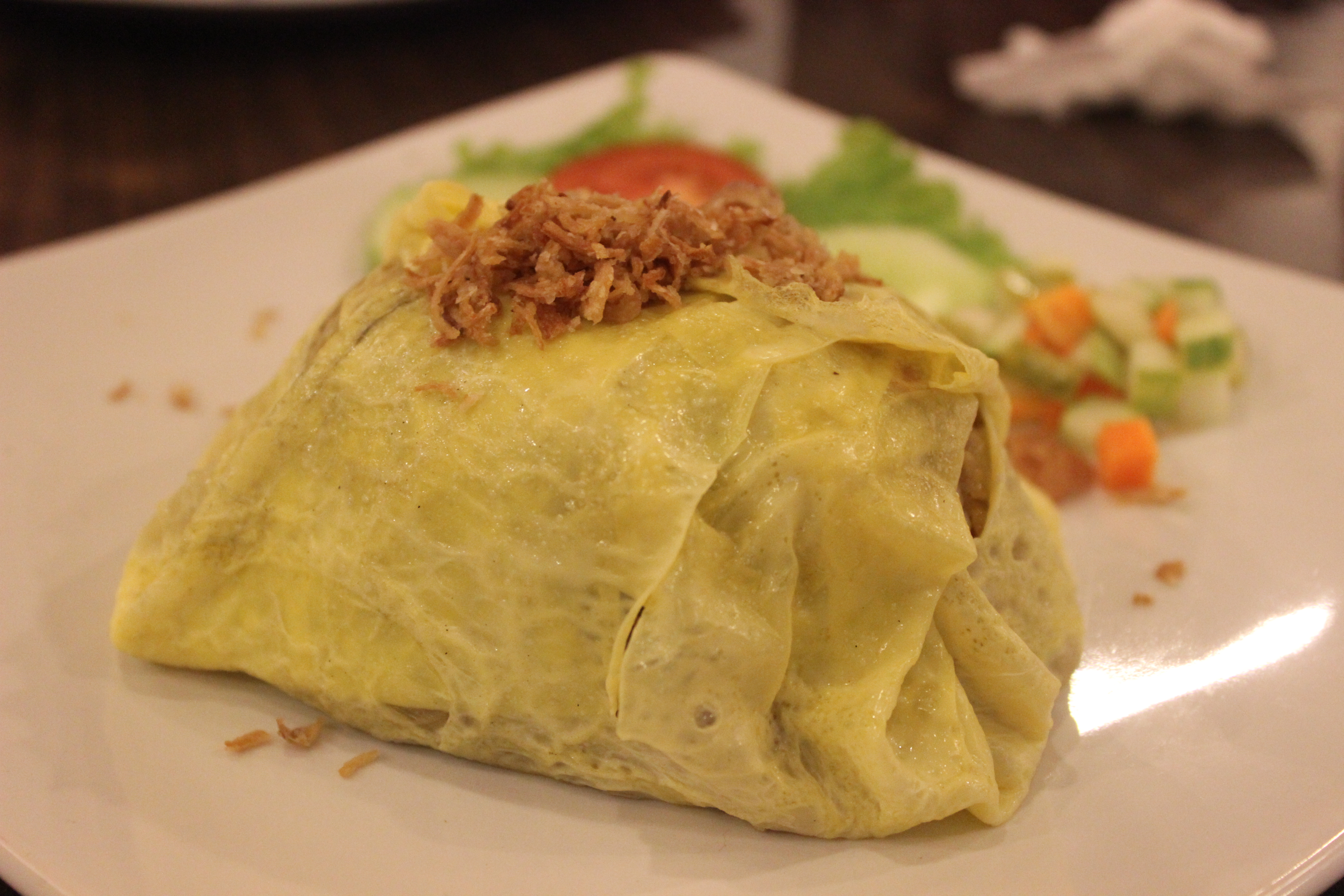
インドネシア風のナシゴレン・パタヤ。スマトラ島プカンバルにて。

今日この料理は東南アジア全域に広まっており、マレーシアやインドネシア、シンガポールではナシゴレンのアレンジの中でも人気がある。
インドネシアでは、薄いオムレツでナシゴレンを包んだこの種の料理はナシゴレン・アンプロップ（包みチャーハン）と呼ばれるのが一般的であるが、隣国マレーシアからの影響でナシゴレン・パタヤとも呼ばれるようになっている。
マレーシアのナシゴレンはサンバルによる辛い味付けのバリエーションが多いが、ナシゴレン・パタヤは甘みのあるケチャップ味や、魚醤や醤油で味付けするレシピが多い。ナシゴレンを卵で包んだ上からケチャップをかけるが、代わりにチリソースを用いることもある。ナシゴレンの具の肉には鶏肉を使うのが一般的である。

## 語源と起源
この料理の名は、ビーチリゾートとして人気があるタイのパタヤ市から取られたと考えられている。しかし名に反してタイよりもマレーシアで広く食べられており、当のパタヤ市ではオムレツで包んだナシゴレンはまず見ることができない。実際のところはマレーシアが発祥の地だというのは衆目の一致するところで、タイ風の変わったネーミングは耳新しさを狙ったか、マーケティング的な意図があったと考えられる。ほかに有力な説としては、タイの国民食とも言うべきパッタイ（炒めたライスヌードル）の名がマレー語において転訛したというものがある。パッタイのバリエーションの中には、炒めた麺を卵で包んだものも存在する。

## 類似の料理
日本にも類似の料理が存在し、オムライスと呼ばれている（英語のオムレツとライスの混成語）。こちらはチキンライス（ケチャップで味付けした、鶏肉入り炒め飯）を薄焼きの卵でくるむか、プレーンオムレツで包んだものである。